# Imbrius imitator
Imbrius imitator là một loài bọ cánh cứng trong họ Cerambycidae.